# 우집
우집(虞集, 1272년 ~ 1348년)은 중국 원대의 문인으로 자는 백생(伯生)이다.

## 생애
우집의 조상은 능주(陵州) 인수현(仁寿縣)에서 살았으며, 우집은 남송(南宋)의 승상(丞相)이었던 우윤문(虞允文)의 5세 손이다. 아버지 우급(虞汲)은 황문위(黄門尉) 관직을 지냈고, 남송이 멸망한 뒤 임천(臨川) 숭인(崇仁)으로 옮겨 살았다. 우집은 어려서부터 총민하였는데, 남송 말기 몽골 제국과의 전란으로 각지를 떠돌며 읽을 책이 없었으나 그 어머니 양씨(楊氏)가 자신이 외우고 있던 《논어》(論語), 《맹자》(孟子), 《좌전》(左傳)을 우집에게 구술로 가르쳤다고 한다. 우집은 세 살 무렵부터 책을 읽을 수 있었고, 아버지의 학우였던 오증(呉澄)이 그를 가르쳤다.
원 성종(成宗) 대덕(大德) 원년(1297년) 대도(大都)에 이르러 대도로유학교수(大都路儒学教授)에 임명되었고, 강직함으로 이름이 알려졌다. 누차 비서소감(秘書少監), 태상박사(太常博士)로 승진하였으며, 당시의 승상 바이주에게 유학자를 관리로 임용해야 한다고 건의하기도 하였다. 원 인종(仁宗) 때(재위 1311년 ~ 1320년)에는 집현수찬(集贤修撰)을 맡았다. 고려에서 와서 연경에 머무르던 충선왕이 연경에 지은 도서관 만권당에 드나들며 충선왕이나 이제현과도 교류가 있었다.
원 문종(文宗, 재위 1328년 ~ 1329년, 1329년 ~ 1332년)이 즉위하자 경정(経筵)을 겸임하였으며, 규장각시서학사(奎章閣侍書學士)가 되어 당시 관중 땅에서 기근에 대한 상소를 올렸음에도 이는 채용되지 않았다. 또한 《당회요》(唐會要), 《송회요》(宋會要)를 모방한 《황조경세대전》(皇朝經世大典) 찬수의 총재로 임명되어 대규모 편찬사업을 주관하였으나, 《조종실록》(祖宗実録)을 편찬할 때에 《원조비사》(元朝秘史)를 열람하게 해 줄 것을 청하였으나 허락되지 않았다.
우집은 황제의 고문으로써 정치 현안에 대한 황제의 하문에 답해 간언을 올렸고 수용된 것도 많았지만, 성격이 강직하였기 때문에 정적도 많았고, 자주 관직에서 파면되기도 하였다고 한다. 원 순제(順帝)가 즉위(1333년)하자 병을 칭하고 임천으로 돌아왔다. 지정(至正) 8년(1348년) 5월에 사망하였다. 향년 77세. 사후 인수군공(仁壽郡公)에 추봉되고 시호는 문정(文靖)이라 하였다.

## 저작
우집은 서예에 뛰어나서 진(晉) 시대 사람들의 풍미를 얻었고, 시를 잘 지어 류관(柳貫), 황진(黃溍), 알계사(揭傒斯) 등과 함께 유림사걸(儒林四傑)이라 불렸다. 우집의 시에서 뛰어난 점은 정연한 골격을 갖추고 있다는 것으로 당시(唐詩)를 모범으로 창작된 것으로 여겨지고 있다. 우집은 두보의 시작 가운데 칠언율시만을 모아서 우집 자신이 주석을 붙인 《우주두율》(虞註杜律)을 편찬하기도 하였다. 한편으로 우집은 새로운 소재나 새로운 현실을 읊어내는 필력도 가지고 있었다.
그 시는 모두 몽골족의 원 왕조 치하를 살아가는 옛 남송인으로써의 감상을 담고 있으며, 알계사, 범정(范梈), 양재(杨载)와 함께 그 이름이 널리 알려졌고 원대 시단(詩壇)의 4대 대가의 한 사람으로써의 이름을 얻었다. 우집 자신은 그의 시에서 자신을 가리켜 "한 조정의 늙은 관리"(漢廷老吏)라 불렀고, 사람들은 그를 소암선생(邵庵先生)이라 불렀다.
우집의 저서로 《도원학고록》(道園學古錄) 50권, 《도원류고》(道園類稿) 50권, 《도원유고》(道園遺稿) 6권, 《평요기》(平猺記) 등이 있었다. 세상에 전해지는 그의 시 작품들은 매우 적은데, 청(清) 말기 ~ 민국 초기의 정치인 주조모(朱祖謀)가 《강촌총서》(彊村叢書)에서 우집의 시를 모아 《도원악부》(道園樂府) 한 권으로 엮었으며, 이후 왕정(王颋)이 점교(点校)한 《우집전집》(虞集全集)이 2007년 텐진 고적출판사(天津古籍出版社)에서 출판되었다.